# Álvaro Fernández (spansk fotbollsspelare)
Álvaro Fernández Llorente, född 13 april 1998, är en spansk fotbollsspelare (målvakt) som spelar för SD Huesca.

## Klubbkarriär
Den 17 augusti 2021 meddelade Premier League-klubben Brentford att Álvaro Fernández skrivit på ett låneavtal på ett år med option för en permanent deal vid slutet av säsongen 2021/2022.

## Landslagskarriär
Efter att Sergio Busquets drabbades av Covid-19 sattes hela landslaget i karantän vilket gjorde att U21-landslaget kallades in för att spela landskampen mot Litauen den 8 juni 2021. Detta betydde att Álvaro Fernández fick debutera för landslaget, genom att göra detta blev han också den första SD Huesca-spelaren någonsin att spela en landskamp för det spanska landslaget.